# 허인영
허인영(1978년 7월 31일 ~ )은 대한민국의 배우이다.

## 주요 이력
1997년 뮤지컬배우 첫 데뷔하였으며 2002년 KBS 탤런트실 극회원이 되었다

## 학력
- 단국대학교 경영대학원 예술경영학과

## 출연작

### 영화
- 《대전 블루스》 (2020년) - 지인 엄마 역
- 《초능력자》 (2010년) - 빨레 아줌마 역
- 《바람 피기 좋은 날》 (2007년) - 노래교실 회원 2 역
- 《미스터 주부 퀴즈왕》 (2005년) - 영민 엄마 역

### 드라마
- 《최고의 연인》 (2015년, MBC) - 수현 역
- 《KBS 드라마 스페셜 - 그 형제의 여름》 (2015년, KBS2) - 담임 역
- 《뻐꾸기 둥지》 (2014년, KBS2) - 순남 역
- 《굿 닥터》 (2013년, KBS2) - 동진엄마 역
- 《백년의 유산》 (2013년, MBC) - 민채원의 직장동료 역
- 《솔약국집 아들들》 (2009년, KBS2) - 이마리와 같은 반 아이의 엄마 역
- 《경숙이 경숙아버지》 (2009년, KBS2) - 무당 역
- 《장화, 홍련》 (2009년, KBS2) - 금순이 역
- 《쾌도 홍길동》 (2008년, KBS2) - 풍산댁 역
- 《불량 커플》 (2007년, SBS) - 지민엄마 역
- 《귀엽거나 미치거나》 (2005년, SBS) - 함양댁 역
- 《애정의 조건》 (2004년, KBS2)

### 라디오
- 《아름다운 동요세상》 (2017년, EBS FM) - 고정 패널